# Gyakori mellékhatások
A Gyakori mellékhatások (eredeti cím: Common Side Effects) 2025-től vetített amerikai 2D-s számítógépes animációs dráma vígjátéksorozat, amelyet Joseph Bennett és Steve Hely alkotott.
Az Amerikai Egyesült Államokban az Adult Swim 2025. február 2-án, Magyarországon a HBO Max 2025. február 3-án mutatta be.
2025. március 28-án berendelték a második évadot.

## Ismertető
Két középiskolai barát, Marshall és Frances újra kapcsolatba kerülnek, miután Marshall felfedezi a kék angyal gombát, egy gyógyhatású gombát, amely látszólag minden betegséget képes meggyógyítani.
A felfedezés során azonban egy összeesküvés nyomára bukkannak, amelyben a Reutical Pharmaceuticals, Inc. – az egyik legnagyobb gyógyszergyártó vállalat – és a kormány is érintett, akik minden áron el akarják titkolni a gomba létezését.

## Szereplők

### Főszereplők
| Szereplő           | Eredeti hang        | Magyar hang            | Leírás |
| ------------------ | ------------------- | ---------------------- | --- |
| Marshall Cuso      | Dave King           | Elek Ferenc            | Elismert gombaszakértő, aki jótékonysági munkát végzett külföldi országokban, és ravasz módon kezeli a kábítószer-ellenes hatóságokkal való összetűzéseket. |
| Frances Applewhite | Emily Pendergast    | Dobó Enikő             | Rick asszisztense, valamint Marshall egykori középiskolai laborpartnere és barátja. Bár kezdetben kételkedik a kék angyal gomba hatásaiban, idővel felismeri a gombákban rejlő pénzügyi lehetőséget, és elhatározza, hogy megpróbálja eljuttatni őket Rickhez, hogy gondoskodhasson édesanyjáról, akinél nemrég demenciát diagnosztizáltak. |
| Copano ügynök      | Joseph Lee Anderson | Horváth-Töreki Gergely | Laza, nemtörődöm legjobb barátok, akik a Kábítószer-ellenes Hivatalnál dolgoznak. |
| Harrington ügynök  | Martha Kelly        | Bertalan Ágnes         | Laza, nemtörődöm legjobb barátok, akik a Kábítószer-ellenes Hivatalnál dolgoznak. |
| Rick Kruger        | Mike Judge          | Tokaji Csaba           | A Reutical alkalmatlan vezérigazgatója, aki állandóan olyan hétköznapi feladatokkal zaklatja Francest, mint például asztalfoglalás intézése vagy a tévécsatorna átkapcsolása. Rajong a farm-szimulátor videójátékokért, amelyeket gyakran teljesen alkalmatlan helyzetekben játszik, például munka közben vagy hivatalos eseményeken.       |

### Mellékszereplők
| Szereplő         | Eredeti hang     | Magyar hang                               | Leírás |
| ---------------- | ---------------- | ----------------------------------------- | --- |
| Nick             | Ben Feldman      | Markovics Tamás                           | Frances lezser, gyakran figyelmetlen barátja, aki rajong a VR-játékokért. |
| Jonas Backstein  | Danny Huston     | Rosta Sándor                              | Befolyásos svájci pénzember és a Reutical igazgatótanácsának tagja, aki szoros belső kapcsolatokat ápol a szövetségi kormánnyal. Elszánt célja, hogy elpusztítsa Marshallt és a gombákat. |
| Cecily           | Sydney Poitier   | Zakariás Éva                              | Nemzetbiztonsági igazgatóhelyettes, aki befolyással bír a DEA működésére, és titokban Jonas-szal, valamint a Reutical-lal szövetkezik.                                                    |
| Hildy            | Sue Rose         | Halász Aranka                             | Marshall különc, mikológus mentora, aki saját céljaira akarja megszerezni a kék angyalt.                                                                                                  |
| Sonia Applewhite | Lin Shaye        | Menszátor Magdolna                        | Frances édesanyja, akinél demenciát diagnosztizáltak, és aki Frances fő motivációját jelenti a kék angyal gomba megszerzésében                                                            |
| Amelia           | Shannon Woodward | Sági Tímea                                | Kiegyensúlyozott mikológus, akit a DEA bízott meg azzal, hogy információkat gyűjtsön a kék angyalról. Emellett egyedülálló anya és gondozza beteg fiát, Wyattet.                          |
| Zane             | Alan Resnick     | Joó Gábor (1. hang) Gacsal Ádám (2. hang) | Marshall állatorvos féltestvére, aki tengeri állatokra szakosodott. Szereti a pszichedelikus szereket, és illegálisan importál ritka trópusi állatokat.                                   |

### Magyar változat
- Főcím: István Dániel
- Magyar szöveg: Tóth Róbert
- Hangmérnök és vágó: Fehéresi Péter
- Gyártásvezető: Farkas Márta
- Szinkronrendező: Hirth Ildikó
- Produkciós vezető: Jávor Barbara

A szinkront a Direct Dub Studios készítette el.

## Epizódok
| Sor. | Év. | Cím               | Rendező       | Író                      | Premier                             |
| ---- | --- | ----------------- | ------------- | ------------------------ | ----------------------------------- |
| 1.   | 1.  | Pilot             | Camille Bozec | Joe Bennett & Steve Hely | 2025. február 2. 2025. február 3.   |
| 2.   | 2.  | Lakeshore Limited | Sean Buckelew | Steve Hely               | 2025. február 2. 2025. február 3.   |
| 3.   | 3.  | Hildy             | Vincent Tsui  | Emma Barrie              | 2025. február 9. 2025. február 10.  |
| 4.   | 4.  | Dumpsite          | Camille Bozec | Jean Kyoung Frazier      | 2025. február 16. 2025. február 17. |
| 5.   | 5.  | Star-Tel-Lite     | Sean Buckelew | Dave King                | 2025. február 23. 2025. február 24. |
| 6.   | 6.  | In the System     | Vincent Tsui  | Jon Foor                 | 2025. március 2. 2025. március 3.   |
| 7.   | 7.  | Blowfish          | Camille Bozec | Karey Dornetto           | 2025. március 9. 2025. március 10.  |
| 8.   | 8.  | Amelia & Wyatt    | Sean Buckelew | Dan Schofield            | 2025. március 16. 2025. március 17. |
| 9.   | 9.  | Cliff's Edge      | Vincent Tsui  | Sophie Kriegel           | 2025. március 23. 2025. március 24. |
| 10.  | 10. | Raid              | Camille Bozec | Steve Hely               | 2025. március 30. 2025. március 31. |

## A sorozat készítése
A sorozat alkotói, Joseph Bennett és Steve Hely 2019-ben kezdtek el közösen dolgozni a sorozat fejlesztésén, a Bandera Entertainment produkciós stúdió égisze alatt, amelyet Mike Judge és Greg Daniels alapítottak.
Bennett és Hely célja az volt, hogy a bűnügyi thriller műfaját komédiával ötvözzék, olyan Coen testvérek által rendezett filmek nyomán, mint például a Égető bizonyíték. A történet inspirációját többek között az alkotók orvostudomány iránti érdeklődése, valamint olyan neves tudósok munkássága adta, mint a mikológus Paul Stamets, az etnobotanikusok Richard Evan Schultes, Terence McKenna és Wade Davis, valamint a vegyész Albert Hofmann. Marshall nevű karakter részben Paul Stamets, illetve az Adaptáció című filmben megjelenített "orchideatolvaj" John Laroche alakján alapul. További inspirációt jelentett R. Gordon Wasson története is, aki cikket írt a pszilocibin gombákról és María Sabináról a Life magazinban, melynek megjelenése drámai következményekkel járt María Sabina életére nézve.